# 嘉道理睑虎
嘉道理睑虎（学名：Goniurosaurus kadoorieorum）一种分布于中华人民共和国广西壮族自治区的爬行动物，隶属于睑虎科洞穴睑虎属。
本种系由嘉道理农场暨植物园的工作人员杨剑焕、陈辈乐两人发现命名。

## 保育狀況
- 列入《中国国家重点保护野生动物名录》二级。